# Semmenstedt
Semmenstedt là một đô thị ở huyện Wolfenbüttel, trong bang Niedersachsen, nước Đức. Đô thị Semmenstedt có diện tích 11,71 km².